# Darryl McDaniels
Darryl "D.M.C." Matthews McDaniels (nascido em 31 de Maio de 1964) é um rapper americano. Um dos pioneiros da cultura hip-hop e um dos membros fundadores do lendário grupo Run-D.M.C..

## Vida e Carreira
McDaniels cresceu em Queens, Nova Iorque e se interessou pelo hip-hop depois de ouvir discos de  Grandmaster Flash & the Furious Five. Em 1978, McDaniels aprendeu a mixar no porão da casa de seus pais usando toca-discos e um mixer dados a ele por seu irmão mais velho, Alford. Durante este período, adotou o nome artístico de "Grandmaster Get High".
Mais tarde naquele ano, McDaniels vendeu seu equipamento de DJ, após seu amigo Joseph "Run" Simmons adquirir seus próprios toca-discos e mixer. Após Jam-Master Jay, que era o melhor DJ da região do Queens se juntar ao grupo, Run encorajou McDaniels a fazer rap ao invés de mixar. Gradualmente, McDaniels preferiu as rimas do que as mixagens, e adotou o apelido de "Easy D". Em 1981, abandonou o apelido de "Easy D" e passou ao ser chamado de "DMcD", a forma como ele assinava seus trabalhos na escola, e então encurtou para "D.M.C.". D.M.C. também é conhecido como as iniciais de "Devastating Mic Controller" (Controlador Devastador de Microfone) e muitas vezes ele é citado, nos álbuns, como "Darryl Mac".
Em 1984, o trio lançou o seu primeiro álbum com o nome de Run-D.M.C., que fez um enorme sucesso é considerado o início do reconhecimento do hip-hop como gênero. O sucesso do grupo continuou a crescer e atingiu seu pico com o terceiro álbum Raising Hell. O álbum alcançou o número 6 da parada Billboard 200 e número 1 na parada Top R&B/Hip-Hop Albums, fazendo do Run-D.M.C. o grupo de hip-hop mais popular daquela época. Durante este período, McDaniels começou sua reputação como alcoólatra. Chegou a ser preso duas vezes por dirigir embriagado.
Em 1997, McDaniels iniciou um estado de depressão, se tornando extremamente infeliz com a rigorosa rotina de viagens e apresentações. Odiava estar longe de sua esposa e seu filho recém-nascido. Durante as turnês, McDaniels percebeu que sua voz, aos poucos, dava sinais de cansaço e por vezes sumia, durante as apresentações. Mais tarde foi diagnosticado com disfonia espasmódica, uma desordem vocal que causa espasmos involuntários dos músculos da laringe. Ele acredita que foi causada pelo jeito agressivo que ele expressava suas canções combinado com anos de alta dosagem de bebidas.
Enquanto isso, DMC começava a ter diferenças criativas com seus parceiros de grupo. Fã incondicional de artistas como The Beatles, Bob Dylan e Harry Chapin, McDaniels queria um som mais calmo e suave, que combinasse com sua, agora, problemática voz. Run insistia que o grupo deveria continuar com a agressiva combinação hard rock-hip-hop pela qual o grupo era conhecido. Estas discordâncias fizeram com que McDaniels se afastasse da gravação de Crown Royal, do qual ele participa em apenas três faixas.
Se sentindo depressivo e com impulsos suicidas, McDaniels ouve a canção "Angel" de Sarah McLachlan no rádio. A canção tocou McDaniels tão profundamente que o inspirou a fazer um recesso em sua carreira e vida pessoal. Ele credita a cantora McLachlan e seu álbum Surfacing terem salvo sua vida. Sob um novo olhar, McDaniels decidiu escrever sua autobiografia. Fazendo a pesquisa de seus primeiros anos para o livro, sua mãe, Bannah, revelou um segredo chocante. Darryl foi adotado quando tinha três anos de idade. De acordo com Bannah, sua mãe natural era uma mulher da República Dominicana chamada Bernada Lovelace. Também soube que nasceu no Harlem, Manhattan não no  Queens, como sempre tinha acreditado. Ainda criança, McDaniels sabia que não parecia com o resto da família. Finalmente entendeu o porque. As notícias o inspiraram a procura por sua verdadeira mãe. Começou a trabalhar com a rede VH1. Sua autobiografia, King of Rock : Respect, Responsibility, and My Life with Run-DMC, foi lançada em Janeiro de 2001.
Em Fevereiro de 2006, VH1 premiou o documentário DMC: My Adoption Journey. O programa termina com McDaniels reunido com sua verdadeira mãe, que na verdade se chamava Berncenia e não era Republicana.
Em Março de 2006, McDaniels lançou o esperado álbum solo, Checks Thugs and Rock N Roll. O primeiro single, "Just Like Me", apresentava um sample da canção "Cat's in the Cradle" de Harry Chapin cantada por sua "salvadora musical",  Sarah McLachlan. Durante uma sessão de gravação, McLachlan revelou a McDaniels que ela também era adotada.
Em Setembro de 2006, Darryl McDaniels foi condecorado com o prêmio Angels in Adoption Award por seu trabalho com crianças e a sua campanha pela adoção.
Está trabalhando atualmente em uma reedição de sua autobiografia (a edição anterior foi escrita antes de saber que tinha sido adotado) e em seu segundo álbum solo, com o nome de The Next Level. Três faixas do novo álbum ("Next Level", "Hip Hop", and "Beef Eater") podem ser ouvidas em sua página pessoal.
Está presente no jogo Guitar Hero: Aerosmith cantando "King of Rock" e "Walk This Way". Ele também é um dos guitarristas do jogo.
Reside em Wayne, Nova Jérsei com o filho e sua esposa.

## Discografia

### Discografia com Run-D.M.C
| Álbuns |
| --- |
| Run-D.M.C. - Lançamento: 27 de Março de 1984 - Singles: "It's Like That", "30 Days", "Hard Times", "Rock Box"                                     |
| King of Rock - Lançamento: 15 de Janeiro de 1985 - Singles: "King of Rock", "Can You Rock It Like This", "You Talk Too Much"                      |
| Raising Hell - Lançamento: 18 de Julho de 1986 - Singles: "Walk This Way", "My Adidas", "It's Tricky", " You Be Illin"                            |
| Tougher Than Leather - Lançamento: 16 de Maio de 1988 - Singles: "Run's House", "Beats To The Rhyme", "Mary, Mary", "I'm Not Going Out Like That" |
| Back from Hell - Lançamento: 16 de Outubro de 1990 - Singles: "Pause", "What It's All About", "Faces", "The Ave."                                 |
| Down with the King - Lançamento: 4 de Maio de 1993 - Singles: "Down With The King", "Ooh Wathcha Gonna Do", "Can I Get It, Yo"                    |
| Crown Royal - Lançamento: 3 de Abril de 2001 - Singles: "Rock Show", "Let's Stay Together (Together Forever)"                                     |
| Greatest Hits |
| - Together Forever: Greatest Hits 1983–1991 (1991) (Profile Records)                                                                              |
| - High Profile: The Original Rhymes (2002) (Profile Records)                                                                                      |
| - Greatest Hits (2002) (Profile Records) |
| - The Best of Run DMC (2003) (Profile Records) |
| - Ultimate Run-D.M.C. (2003) (Profile Records) |
| - Artist Collection: Run DMC (2004) (Arista Records)                                                                                              |
| - Live at Montreux 2001 (2007) (Eagle Records) |

### Discografia Solo
| Álbuns                                                                                   |
| ---------------------------------------------------------------------------------------- |
| Checks Thugs and Rock N Roll - Lançamento: 14 de Março de 2006 - Singles: "Just Like Me" |